# Atarba (Atarbodes) bismila
Atarba (Atarbodes) bismila is een tweevleugelige uit de familie steltmuggen (Limoniidae). De soort komt voor in het Oriëntaals gebied.